# Alec Herd
Alec Herd (ur. 8 listopada 1911, zm. 21 sierpnia 1982) – szkocki piłkarz, który występował na pozycji napastnika.

## Kariera klubowa
Piłkarską karierę rozpoczął w szkockim zespole Hamilton Academical, skąd 1 lutego 1933 przeszedł do Manchesteru City, w którym zadebiutował trzy dni później w wyjazdowym meczu przeciwko Blackpool. Tydzień później w wygranym 2:1 spotkaniu z Derby County na Maine Road zdobył pierwszą bramkę w barwach nowego klubu. Z Manchesterem City zdobył w 1934 Puchar Anglii oraz mistrzostwo kraju w cztery lata później.  Łącznie, biorąc pod uwagę mecze ligowe i pucharowe, wystąpił w City w 290 meczach i zdobył 124 bramek.
W marcu 1948 został zawodnikiem Stockport County. 25 grudnia 1951 zaliczając występ w meczu przeciwko Crewe Alexandra, został najstarszym piłkarzem w historii klubu w wieku 47 lat i 40 dni.

## Sukcesy
Manchester City
- Mistrz Anglii (1): 1937/1938
- Puchar Anglii (1): 1933/1934
- Finalista Pucharu Anglii (1): 1932/1933